# Nancy Ramey
Nancy Jane Ramey, po mężu Lethcoe (ur. 29 czerwca 1940 w Seattle) – amerykańska pływaczka. Srebrna medalistka olimpijska z Melbourne.
Zawody w 1956 były jej jedynymi igrzyskami olimpijskimi. Zdobyła srebro na dystansie 100 metrów stylem motylkowym. W 1959 zdobyła srebrny medal igrzysk panamerykańskich na tym samym dystansie. Była wielokrotną mistrzynią Stanów Zjednoczonych i rekordzistką świata.